# تبري

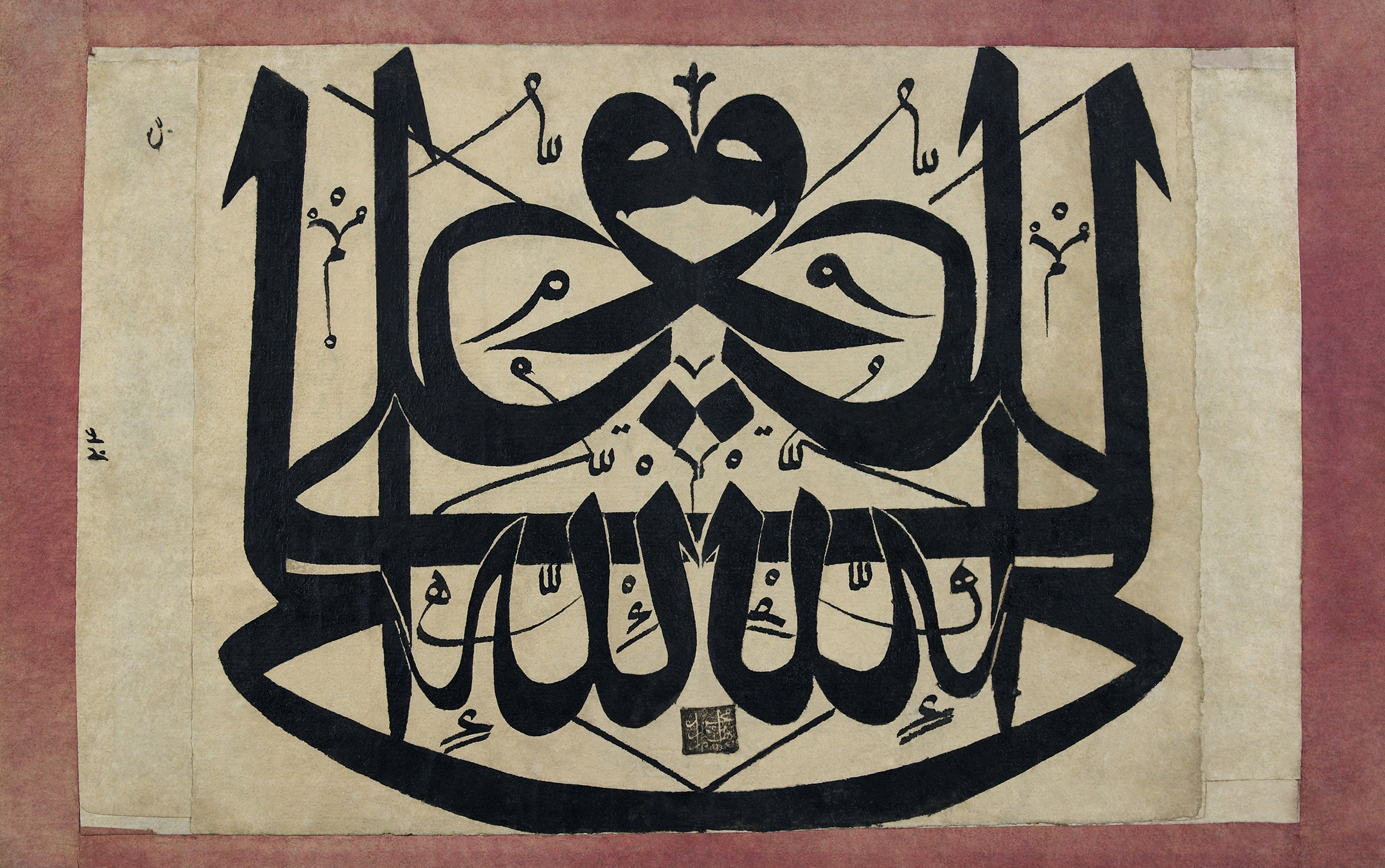

التبري أو البراءة هو فرع من فروع الدين لدى المسلمين الشيعة. حيث أن العقيدة لدى الشيعة تنقسم على أصول خمس وفروع عشر، والتبري كلمة تعني البراءة ويقصد بها: البراءة من أعداء الله ورسوله والناصب لأهل البيت الحرب والعداء. والبراءة مصطلح يستخدمه الشيعة، ومعنى البراءة هو أن يتبريء الفرد الشيعي من عدو آل البيت وينفيه من الإسلام. وهي من فروع الدين عند الشيعة أو الشيعة الإمامية.

## روايات شيعية في البراءة
- عن إسماعيل الجعفي قال: «قلت لأبي جعفر عليه السلام: رجلٌ يحب أمير المؤمنين عليه السلام ولا يتبرّأ من عدوه، ويقول: هو أحبُّ إليَّ ممن خالفه. قال عليه السلام: هذا مخلِّط وهو عدوٌّ فلا تصل وراءه ولا كرامة! إلا أن تتقيه»[1]

- عن عجلان أبي صالح قال:« سألت أبا عبد الله عليه السلام عن قبة آدم، فقلت له: هذه قبة آدم؟ فقال: نعم، ولله قباب كثيرة، أما إن خلف مغربكم هذا تسعة وثلاثين مغربا أرضا بيضاء مملوة خلقا يستضيئون بنورنا، لم يعصوا الله طرفة عين، لايدرون أخلق الله آدم أم لم يخلقه، يتبرأون من أبي بكر وعمر.

قيل له: كيف هذا يتبرأون من أبي بكر وعمر وهم لايدرون أخلق الله آدم أم لم يخلقه؟ فقال: أتعرف إبليس؟ قال: لا إلا بالخبر، قال: فامرت باللعنة والبراءة منه؟ قال: نعم، قال: فكذلك أمر هؤلاء»
وغيرها الكثير